# Abdeljabbar Belgnaoui
Abdeljabbar Belgnaoui (in arabo عبد الجبار بلقناوي‎?; Rabat, 1º marzo 1942 – novembre 2016) è stato un cestista marocchino.

## Carriera
Con il Marocco ha disputato i Giochi olimpici di Città del Messico 1968.